# Evanescence
Evanescence – amerykański zespół metalowy, założony w Little Rock, w stanie Arkansas w 1995 przez wokalistkę/pianistkę Amy Lee i gitarzystę Bena Moody’ego. Po nagrywaniu prywatnych minialbumów zespół w 2003 roku podpisał kontrakt z wytwórnią Wind-up Records i wydał swój pierwszy, studyjny album Fallen. Sprzedał się on w 17 milionowym nakładzie. Dzięki niemu zespół wygrał dwie nagrody Grammy, a w całej swojej karierze, był do niej nominowany siedem razy. Według CBS, Fallen, zajął 6. miejsce w „Top Bestselling Albums of the Last 10 Years” (Najlepiej Sprzedające się Albumy z Ostatnich 10 Lat) w 2008 roku. Rok po Fallen zespół wydał pierwszy album koncertowy, zatytułowany Anywhere but Home, który sprzedał się w ponad milionie egzemplarzy. W 2006 zespół wydał drugi studyjny krążek The Open Door, sprzedany w ponad 5 milionowym nakładzie.
Skład zespołu zmieniał się parokrotnie: David Hodges odszedł w 2002, współzałożyciel Ben Moody w 2003 (podczas trasy koncertowej), basista Will Boyd w 2006, następnie gitarzysta John LeCompt i perkusista Rocky Gray w 2007. Dwie ostatnie zmiany doprowadziły do przerwy, a następnie do kontynuacji trasy koncertowej z tymczasowymi członkami. Według rankingu Billboard Evanescence jest na 71 pozycji w „The Best Artist Of The Decade Chart” (Najlepsi Artyści Dekady).
W 2009 roku najnowszy skład zespołu ogłosił, że zespół powróci z Evanescence, trzecim studyjnym albumem, który został zgodnie z zapowiedzią wydany 11 października 2011. Zadebiutował on na 1 pozycji Billboard 200 z 127,000 sprzedanych egzemplarzy. Według examiner.com, album również zadebiutował na 1 pozycji w rankingach; The Rock Albums, Digital Albums, Alternative Albums, i The Hard Rock Albums Charts. Pierwszy singiel What You Want został wydany 9 sierpnia 2011. Drugi – My Heart Is Broken został wysłany do stacji radiowych 31 października 2011. 2012 rok zespół spędził na koncertowaniu i promowaniu nowego albumu, z innymi zespołami, w tym z The Pretty Reckless i Fair to Midland.

## Historia
1995–2001: Początek
Zespół Evanescence został założony przez wokalistkę, pianistkę i autorkę tekstów Amy Lee oraz byłego gitarzystę i autora tekstów – Bena Moody’ego. Spotkali się oni w 1994 roku na młodzieżowym obozie w Little Rock, gdzie Moody usłyszał Lee grającą „I’d Do Anything for Love (But I Won’t Do That)” Meat Loafa na pianinie. Pierwszymi wspólnymi piosenkami były Solitude i Give Unto Me, obie napisane przez Amy oraz Understanding i My Immortal napisane przez Bena. Piosenki były opracowywane przez obydwu artystów i oboje mieli do nich prawa autorskie.
Dwie z ich piosenek były grane w lokalnych stacjach radiowych, dzięki temu zwiększyła się lokalna popularność zespołu i popyt na koncerty. Gdy zespół wreszcie pojawił się na żywo, stał się jedną z najpopularniejszych rozrywek w okolicy. Po eksperymentowaniu z nazwami takimi jak Childish Intentions i Stricken zdecydowali się na Evanescence, co oznacza „zanikanie” lub „blednięcie” od słowa evanesce, które oznacza zniknąć.

Zespół wydał trzy demówki, kategorii EP. Pierwsza zatytułowana Evanescence EP (1998), została wyprodukowana w 100 kopiach i sprzedana, podczas wczesnych występów na żywo. Druga pt. Sound Asleep EP, również znana jako Whisper EP (1999). Była również trzecia demówka nazwana Mystary EP (2003). Pierwsza pełnometrażowa CD demówka, Origin (2000), została wyprodukowana w ok. 2.500 kopii i sprzedana podczas koncertów. Origin i epki zawierają demowe wersje kilku piosenek z ich debiutanckiego albumu Fallen. Podczas radiowego wywiadu Lee i Moody zachęcali fanów do pobierania ich starszych utworów z Internetu. 

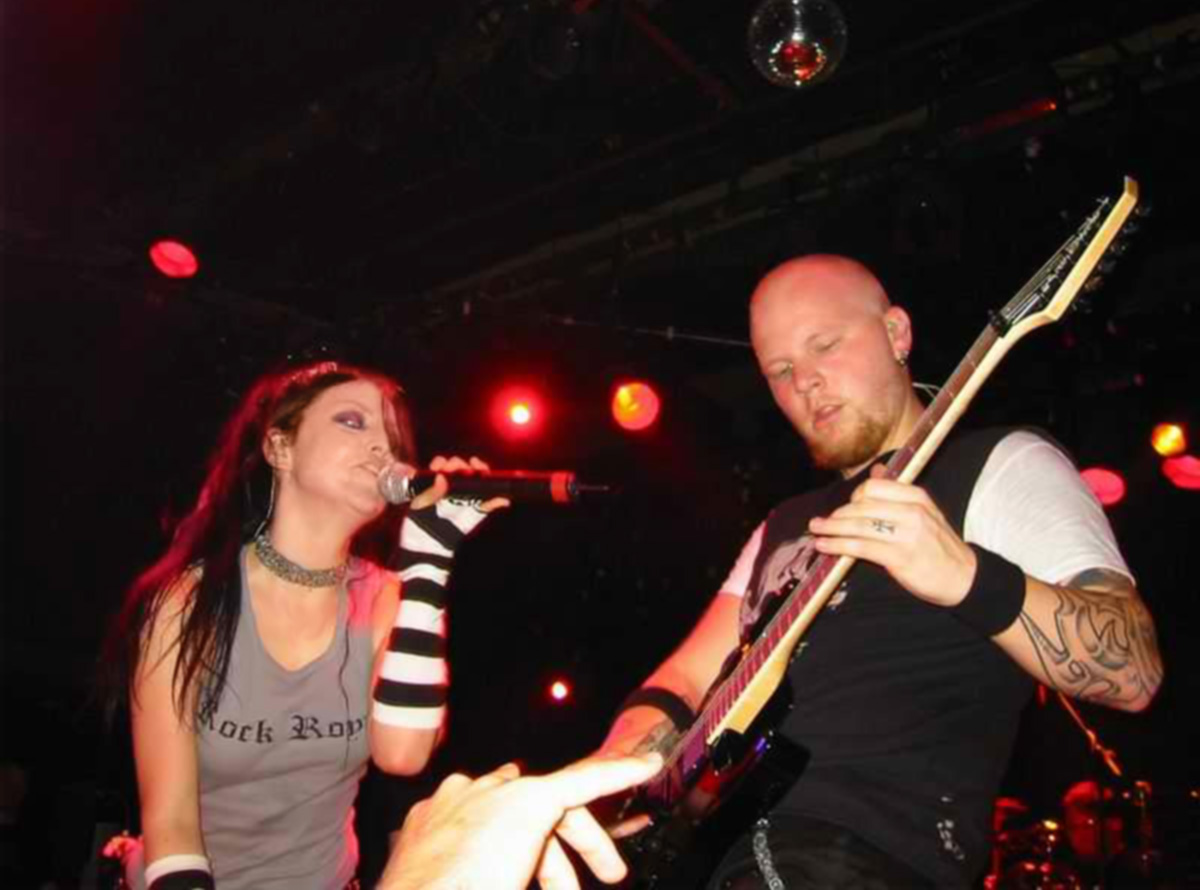
Od lewej: Amy Lee i Ben Moody podczas koncertu 29 maja 2003 roku

2002–2005 Fallen i Anywhere but Home
Producent Pete Matthews pierwszy raz zetknął się z zespołem w Ardent Studios w Memphis. Przesłuchiwał ich demówki, wraz ze swoją przyjaciółką z Wind-up Records, Dianą Meltzer. Meltzer po usłyszeniu My Immortal zainteresowała się zawarciem kontraktu z zespołem – „Wiedziałam, że to będzie strzał w dziesiątkę”. Po podpisaniu kontraktu zespół został przeniesiony do Los Angeles, dostając mieszkanie, miejsce na próby i siłownię. Lee otrzymała zajęcia aktorskie, wokalne oraz ruchu scenicznego. Po prawie dwóch latach producent Dave Fortman zaczął pracę nad ich pierwszym studyjnym albumem Fallen.
Na początku 2003 roku skompletowali skład. Do zespołu dołączyli ich przyjaciele, John LeCompt, Rocky Gray i Will Boyd, wszyscy oni pracowali nad wcześniejszymi piosenkami Evanescence. Szukając sponsora, chcąc promować Fallen, Evanescence przyjął ofertę firmy produkującej gry video Nintendo, by jechać w trasę koncertową zatytułowaną Nintendo Fusion Tour w 2003.
Fallen utrzymywał się przez 43 tygodnie na Billboard Top 10; pokrył się 7x Platyną w Stanach Zjednoczonych; oraz został sprzedany w 17 milionowym nakładzie na całym świecie. Płyta, utrzymywała się również przez 103 tygodnie na Billboard 200 oraz była jedną z ośmiu płyt w historii, która utrzymała się co najmniej rok na Billboard Top 50.
22 października 2003 roku Moody opuścił Evanescence podczas europejskiej trasy koncertowej promującej Fallen, rzekomo z powodu różnic w twórczości. W wywiadzie, kilka miesięcy później, Amy Lee powiedziała: „...doszliśmy do wniosku, że jeśli coś się nie zmieni, nie będziemy w stanie dokonać kolejnego nagrania. (...) W końcu jesteśmy grupą z prawdziwego zdarzenia, a nie tylko Ben i ja oraz kilkoro obcych zebranych w jednym miejscu”.
Amy powiedziała, że odejście Bena z powodu napięć w zespole, to była niemal ulga. W wywiadzie wyznała: „Myślę, że to jest dokładnie to, czego się spodziewałam. On jest bardziej pod wpływem popu, a także, wiesz, byciem komercyjnym, mam na myśli sprzedawanie albumów: To ta część jego, w której się często nie zgadzaliśmy. Ja, chciałam robić coś bardziej artystycznego, a on, coś, co ludzie chcieliby usłyszeć”. Moody został zastąpiony przez Terryego Balsamo z Cold.
Debiutancki singiel Evanescence – Bring Me to Life, gościnnie z wokalem Paula MacCoya z 12 Stones, był światowym hitem, który osiągnął 5 pozycję, na amerykańskiej liście Billboard Hot 100. Singiel, stał się numerem jeden w Wielkiej Brytanii i na tej pozycji utrzymywał się przez cztery tygodnie od czerwca do lipca 2003. Równie popularny utwór – My Immortal zadebiutował na 7 pozycji w USA i Wielkiej Brytanii, a obie piosenki zostały wykorzystane w filmie Daredevil. Bring Me to Life zyskało uznanie na 46th Grammy Awards w 2004 roku, gdzie zespół wygrał Best Hard Rock Performance i Best New Artist oraz byli nominowaniu w dwóch innych kategoriach. Dwa pozostałe single z Fallen to Going Under (5 pozycja U.S. Modern Rock Tracks, 8 pozycja UK Charts) i Everybody’s Fool (36 pozycja U.S. Modern Rock Tracks, 23 pozycja UK Charts); wszystkie był promowane przez teledyski.
Ponadto, Fallen jest na 6 pozycji „Top Bestselling Albums of the Last 10 Years”. Po sprzedaży ponad 7 milionów kopii w Stanach Zjednoczonych i 17 milionów na całym świecie.
Nowy skład Evanescence, wydał w 2004 roku koncertowe DVD/CD pt. Anywhere but Home. DVD zawiera koncert w Paryżu, a także materiały zza kulis trasy. Na płycie znajdują się również utwory Breathe No More (ze ścieżki dźwiękowej filmu Elektra), Farther Away oraz cover zespołu Korn Thoughtless. Album sprzedał się w ponad milionie egzemplarzy na całym świecie.
2006–2009: The Open Door

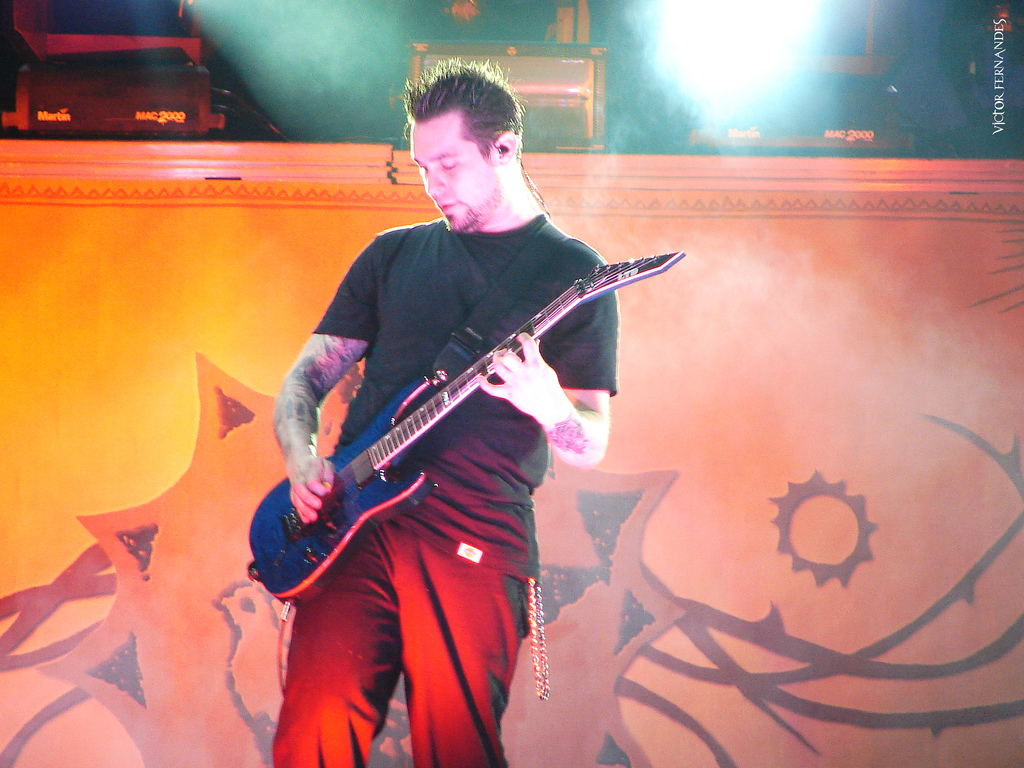
John LeCompt podczas koncertu 21 kwietnia 2007 roku

Rzecznik prasowy wytwórni potwierdził w dniu 14 lipca 2006, że basista – Will Boyd – opuścił zespół z powodu „kolejnej dużej trasy koncertowej” oraz „chęci bycia blisko ze swoją rodziną”. W wywiadzie dla MTV zamieszczonym na ich stronie w dniu 10 sierpnia 2006 Lee ogłosiła, że Tim McCord, były członek Revolution Smile, zajmie jego miejsce.
Nagrywanie płyty odbywało się powoli z kilku powodów, m.in. pragnienie Amy, by bez pośpiechu zmaksymalizować proces twórczy, projekty innych członków zespołu, udar mózgu Terryego i utrata ich byłego menedżera. Mimo że Lee ogłosiła na Evboard, że ich nowy album będzie ukończony w marcu 2006, premiera została przesunięta, ponieważ rzekomo „Wind-up Records chciało nanieść poprawki w utworze Call Me When You’re Sober”, który został wysłany do stacji radiowych 7 sierpnia 2006. 13-utworowa płyta The Open Door ukazała się w Kanadzie i USA 3 października 2006; w Wielkiej Brytanii 2 października; a w Australii 30 września 2006 roku. Album został sprzedany w 447,000 egzemplarzach w Stanach Zjednoczonych w ciągu pierwszego tygodnia i zdobył numer 1 w rankingu Billboard 200, stając się siedemsetnym albumem nr 1 od początku powstania rankingu Billboard w 1956 roku. Teledysk do Call Me When You’re Sober został nakręcony w Los Angeles i jest oparty na bajce Czerwony Kapturek. The Open Door, można było zamówić przedpremierowo w sklepie iTunes od 15 sierpnia 2006; teledysk do Call Me When You’re Sober również wtedy został udostępniony.
Trasa koncertowa promująca nową płytę rozpoczęła się 5 października 2006 w Toronto. W ciągu tego roku odwiedzili Kanadę, USA oraz Europę. Trasa była kontynuowana w dniu 5 stycznia 2007 – Kanada (razem z zespołem Stone Sour), Japonia i Australia (z zespołem Shihad), następnie wrócili do Stanów Zjednoczonych na kolejną wiosenną trasę (z Chevelle oraz Finger Eleven). W ramach trasy koncertowej, Evanescence grali w Argentynie na festivalu Quilmes Rock 07 w dniu 15 kwietnia 2007 wraz z Aerosmith, Velvet Revolver i lokalnymi zespołami. Wzięli również udział w Family Values Tour 2007 m.in. z Korn. Europejską trasę zamknęli koncertem w Amphi in Ra’anana, Izrael 26 czerwca 2007, a trasę promującą album zakończyli w dniu 9 grudnia 2007.
2009–2013: Evanescence

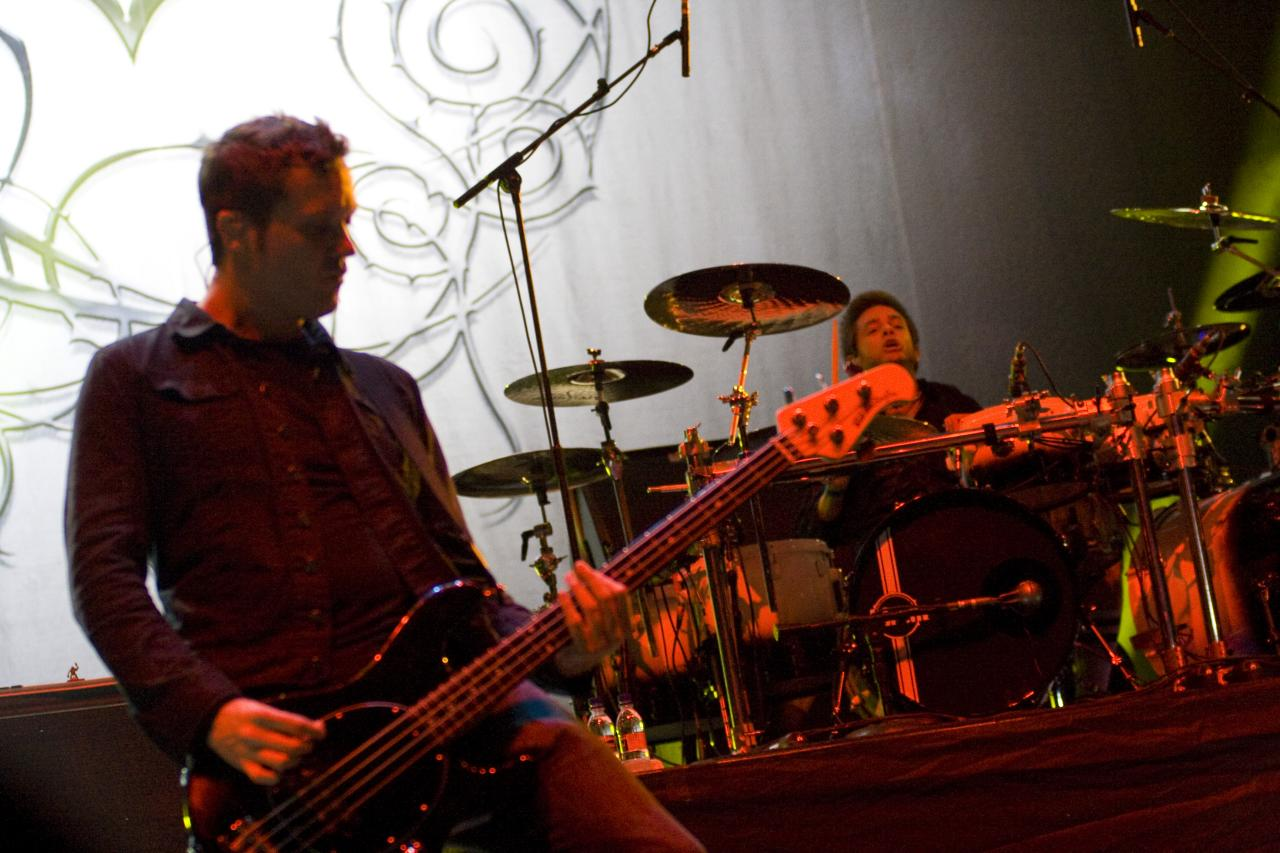
Tim McCord podczas koncertu 8 listopada 2009 roku

W czerwcu 2009 na stronie internetowej Evanescence Amy Lee napisała, że zespół był w trakcie tworzenia materiału na nowy album, który miał zostać wydany w 2010 roku. Stwierdziła, że ta muzyka będzie ewolucją poprzednich prac i będzie lepsza, silniejsza i bardziej interesująca. Zespół zagrał „secret show” w Manhattan Center Grand Ballroom w Nowym Jorku 4 listopada 2009 z kolegami z wytwórni Civil Twilight. Bilety na koncert wyprzedano w ciągu 5 minut. Koncert ten podgrzał atmosferę przed występem na Maquinária Festival w São Paulo w Brazylii, który odbył się 8 listopada.
Zespół, wszedł do studia 22 lutego 2010 roku. Will Hunt powrócił jako perkusista, podczas gry drugi perkusista i programista, Will „Science” Hunt pomagał w pisaniu, ale ostatecznie nie dołączył do Evanescence. David Campbell, który wcześniej pracował nad The Open Door, wrócił do pracy nad zapisami smyczkowymi, a data premiery albumu została już przewidziana przez producenta Steve Lillywhite. Jednak później, Lee, stwierdziła, że Steve nie był odpowiedni i został on zastąpiony przez producenta Nicka Raskulinecz. Zespół zaczął nagrywanie, a premiera została przesunięta z sierpnia na wrzesień 2010. Jednakże w dniu 21 czerwca 2010, Lee ogłosiła na EvThreads.com, że Evanescence tymczasowo opuszcza studio, by znaleźć twórczą przestrzeń i dalej pracować nad albumem. Amy Lee napisała również, że wytwórnia Wind-up Records przechodzi niepewny okres, który dodatkowo opóźnia wydanie płyty. Zespół wrócił do studia na początku kwietnia 2011 z producentem Nickem Raskulinecz, który pracował nad muzyką dla Alice in Chains i Foo Fighters, aby kontynuować pracę nad trzecim studyjnym albumem Evanescence. Powiadomiono fanów, że krążek zostanie wydany pod koniec 2011 roku. Ogłoszono również, że Troy McLawhorn po opuszczeniu zespołu Seether powrócił do Evanescence.
12 czerwca 2011 Amy Lee na pośrednictwem swojego konta na Twitterze oznajmiła, że Troy McLawhorn oficjalnie powrócił do Evanescence, a premiera płyty przewidziana jest na 4 października 2011. Później, 11 lipca, News MTV podało, że data została przesunięta na 11 października, a pierwszym singlem będzie What You Want. Zespół nagrał album w Blackbird Studio, w Nashville. W wywiadzie dla Kerrang!, Lee wyjawiła, że tytułem będzie Evanescence. Zdecydowanie się na taki tytuł było spowodowane jej miłością do Evanescence. Inne motywy na albumie to ocean, poszukiwanie wolności i miłość.
Trasa promująca Evanescence rozpoczęła się w dniu 17 sierpnia 2011 koncertem w War Memorial Auditorium, w Nashville. Zespół występował na Rock on the Range w Winnipeg, 20 sierpnia, oraz Rock in Rio, 2 praździernika, wraz z Guns N’ Roses i System of a Down, a także z brazylijskimi artystami Pitty i Detonautas Roque Clube. Po serii koncertów w Ameryce Północnej w listopadzie Evanescence wyruszyło do Europy, by grać w Wielkiej Brytanii, Niemczech i Francji przy wsparciu The Pretty Reckless i australijskiego zespołu ME. Evanescence wystąpił na koncercie Pokojowej Nagrody Nobla w dniu 11 grudnia 2011 roku, na którym zagrali Lost in Paradise oraz Bring Me to Life, potem powrócili na tournée do Ameryki Północnej. W lutym 2012 koncertowali w Japonii z Dazzle Vision. W tym samym miesiącu występowali również w innych krajach Azji Południowo-Wschodniej. W marcu 2012 zespół można było zobaczyć w Australii i Nowej Zelandii z Blaqk Audio. Od kwietnia do lipca Evanescence koncertowało w Europie i Ameryce Północnej z kilkoma przystankami w Afryce i na Bliskim Wschodzie.
Evanescence przerwali swoje tournée, by wziąć udział w Carnival of Madness Tour, razem z Halestorm, Cavo, New Medicine i Chevelle. Ta trasa rozpoczęła się 31 lipca w Springfield, Illinois i trwała do 2 września 2012, kończąc się w Buffalo, Nowy Jork. Oficjalna trasa promująca najnowszy album została wznowiona w październiku, z przystankami w Ameryce Południowej, Kostaryce i Panamie. Następnie seria koncertów w Anglii, kończąc w dniu 9 listopada 2012, w Wembley Arena, w Londynie. Lee ogłosiła, że zespół robi sobie przerwę – Na końcu każdej długiej trasy trzeba doprowadzić swoją głowę do porządku.

## Inne
Amy Lee twierdzi, że napisała piosenkę do filmu z 2005 roku, Opowieści z Narnii: Lew, czarownica i stara szafa, lecz została odrzucona ze względu na ciężkie brzmienie. Inna piosenka, również podobno napisana dla Narnii, to inspirowana Mozartem Lacrymosa. Producenci filmu jednak odrzucili ją i stwierdzili, że Amy nigdy nie była upoważniona do pisania muzyki do filmu i nigdy nie planowano użyć muzyki tworzonej przez Evanescence.
W 2010 roku Evanescence wydali Together Again – piosenkę stworzoną dla The Open Door, ale nigdy nie opublikowaną. Została ona wydana przy pomocy ONZ, a wszystkie pieniądze na niej zarobione zostały przekazane na odbudowę Haiti po trzęsieniu ziemi.

## Styl muzyczny
Krytycy różnie określają Evanescence – zespół rockowy lub metalowy – jednak większość określa ich jako zespół gotycki: publikacje w The New York Times, Rough Guides, Rolling Stone i Blender definiują Evanescence jako gotycki metal, podczas gdy inne źródła, takie jak NME, MusicMight, IGN i PopMatters określili ich mianem gotyckiego rocka. Byli porównani do wielu zespołów o różnych gatunkach muzycznych, m.in. P.O.D. i Linkin Park (nu metal), Lacuna Coil (gotycki metal), Nightwish, Within Temptation (metal symfoniczny). David Browne z magazynu Blender oferuje bardzo szczegółowy opis muzyki Evanescence: gotycko-chrześcijański nu metal z domieszką melancholii Enya. Adrien Jackson z My Dying Bride stwierdził, że Evanescence tworzy coś podobnego jak jego własna gotycko-metalowa grupa, tylko że bardziej komercyjnie. Inne gatunki używane do opisu brzmienia zespołu to m.in. alternatywny metal, hard rock, elektronika, post grunge i chamber pop. Oficjalna strona zespołu sklasyfikowała ich po prostu jako rock.

## Muzycy

### Obecny skład zespołu[2]
- Amy Lee – wokal, instrumenty klawiszowe (od 1995)
- Troy McLawhorn – gitara rytmiczna (2007, od 2011)[18]
- Tim McCord – gitara basowa (2006–2022), gitara prowadząca (od 2022)[19]
- Will Hunt – perkusja (2007, 2009, od 2010)
- Emma Anzai – gitara basowa (od 2022)

### Byli członkowie[2]
- Jen Majura – gitara prowadząca (2015–2022)

- Terry Balsamo – gitara prowadząca (2003–2015)

- Ben Moody – gitara prowadząca (1995–2003)
- David Hodges – instrumenty klawiszowe, perkusja, wokal wspierający (1999–2002)
- Rocky Gray – perkusja (2002–2007)
- John LeCompt – gitara rytmiczna, wokal wspierający (2002–2007)
- Will Boyd – gitara basowa (2003–2006)

### Muzycy sesyjni
- Stephanie Pierce – wokal wspierający (1999)
- Francesco DiCosmo – gitara basowa (2003)
- Josh Freese – perkusja (2003)
- David Eggar – wiolonczela (2006)
- James Black – gitara rytmiczna (2009)

## Dyskografia
- Fallen (2003)
- The Open Door (2006)
- Evanescence (2011)
- Synthesis (2017)
- The Bitter Truth (2021)

## Nagrody i wyróżnienia
| Rok  | Tytułem            | Nagroda                                                            | Nota      |
| ---- | ------------------ | ------------------------------------------------------------------ | --------- |
| 2004 | Evanescence        | Grammy Award for Best New Artist                                   | Laureat   |
| 2004 | „Bring Me to Life” | Grammy Award for Best Hard Rock Performance                        | Laureat   |
| 2004 | Fallen             | Grammy Award for Album of the Year                                 | Nominacja |
| 2004 | Fallen             | Grammy Award for Best Rock Album                                   | Nominacja |
| 2004 | „Bring Me to Life” | Grammy Award for Best Rock Song                                    | Nominacja |
| 2005 | „My Immortal”      | Grammy Award for Best Pop Performance by a Duo or Group with Vocal | Nominacja |
| 2008 | „Sweet Sacrifice”  | Grammy Award for Best Hard Rock Performance                        | Nominacja |